# Bustul lui Friedrich Schiller din Sibiu
Bustul lui Friedrich Schiller din Sibiu este un monument de bronz închinat poetului și dramaturgului german Friedrich Schiller (1759-1805), care a fost realizat de sculptorul Thomas Khuen în anul 1905. În prezent, el se află amplasat într-o nișă situată în casa de la intersecția străzii Tipografilor cu Piața Schiller, în Piața Schiller nr. 1 din orașul Sibiu (România). 
Bustul lui Friedrich Schiller din Sibiu a fost inclus pe Lista monumentelor istorice din județul Sibiu din anul 2015, având codul de clasificare  SB-III-m-B-12597.

## Istoric
În Evul Mediu, actuala Piață Schiller era cunoscută sub denumirea de Piața Pajiștii (în germană Wiesenplatz). În anul 1563 s-au întocmit primele statute de vecinătate pentru locuitorii din jurul acestei piețe. În 1659 s-au construit aici o moară și o fântână arteziană, care a funcționat până în 1854. Pentru a înlesni accesul din Piața Pajiștii în Piața Mare a fost amenajat un gang de trecere pe sub casa „Generalului” din Piața Mare nr. 7, motiv pentru care acel gang a fost cunoscut și sub denumirea de „Generalloch”. Pasajul de legătură între cele două piețe a fost lărgit în anul 1775.
În anul 1905, au fost organizate la Sibiu mai multe manifestații culturale dedicate marelui scriitor german Friedrich Schiller (1759–1805), cu ocazia centenarului morții sale. După cum menționează Emil Sigerus, au avut loc festivități în sediul teatrului și în Piața Mare, piața centrală a orașului. Gustav Nussbächer, fabricant de mezeluri din Sibiu, a comandat realizarea unui bust de bronz al lui Schiller. Acesta a fost realizat de sculptorul Thomas Khuen și donat apoi de fabricant orașului Sibiu. Bustul a fost amplasat la 12 august 1905 în parcul orașului, actualul Parc ASTRA. 
În anul 1909, cu ocazia aniversării a 150 de ani de la nașterea lui Schiller, magistratul orașului a schimbat denumirea Pieței Pajiștii în Piața Schiller, după numele poetului. Tot atunci, bustul lui Schiller a fost mutat într-o nișă din colțul clădirii aflate în Piața Schiller nr. 1. În această clădire a fost inaugurată în anul 1929 o casă de oaspeți a surorilor evanghelice de confesiune augustană.

## Descrierea bustului
Monumentul lui Friedrich Schiller din Sibiu este amplasat într-o nișă a casei din colțul Pieței Schiller. Nișa a fost amenajată sub un bovindou aflat la primul etaj al clădirii. 
Bustul este realizat din bronz, având colțurile teșite. Pe o latură a bustului este incizată următoarea inscripție: „F(ecit) c(um) I(usso) Th. Khoen”, a cărei traducere în limba română este: „A făcut cu poruncă Th. Khoen”.
Bustul este așezat pe un soclu dreptunghiular de piatră, având în față două trepte de piatră ce se retrag succesiv. La baza superioară a soclului este andosată o abacă, realizată tot în două trepte. Pe soclu este amplasată o placă de marmură neagră încastrată într-o placă metalică aurie. Pe placa de marmură sunt inscripționate cu litere aurii următoarele: „Friedrich Schiller (1759–1805)”. 

## Imagini

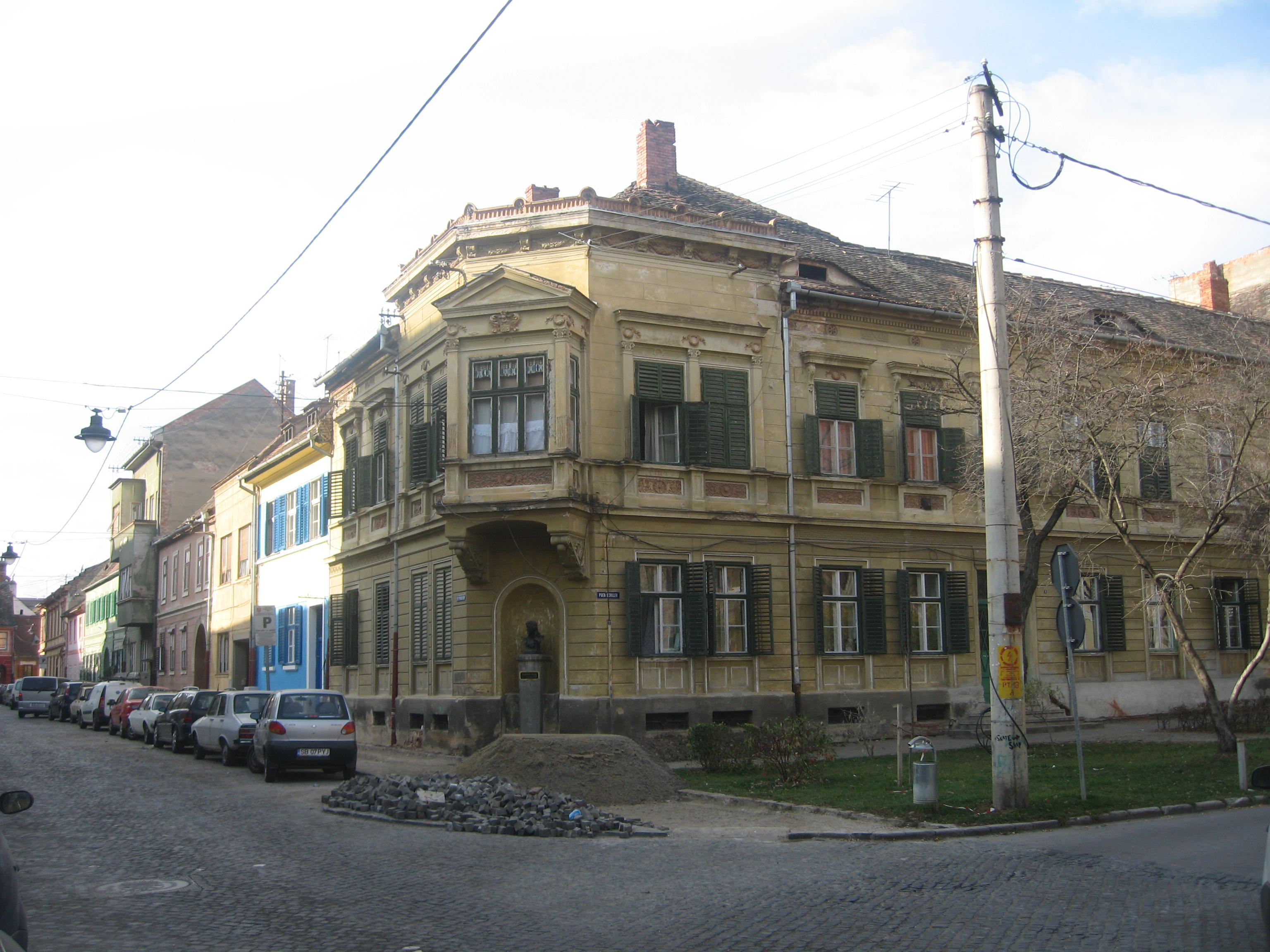
Casa aflată la intersecția străzii Tipografilor cu Piața Schiller
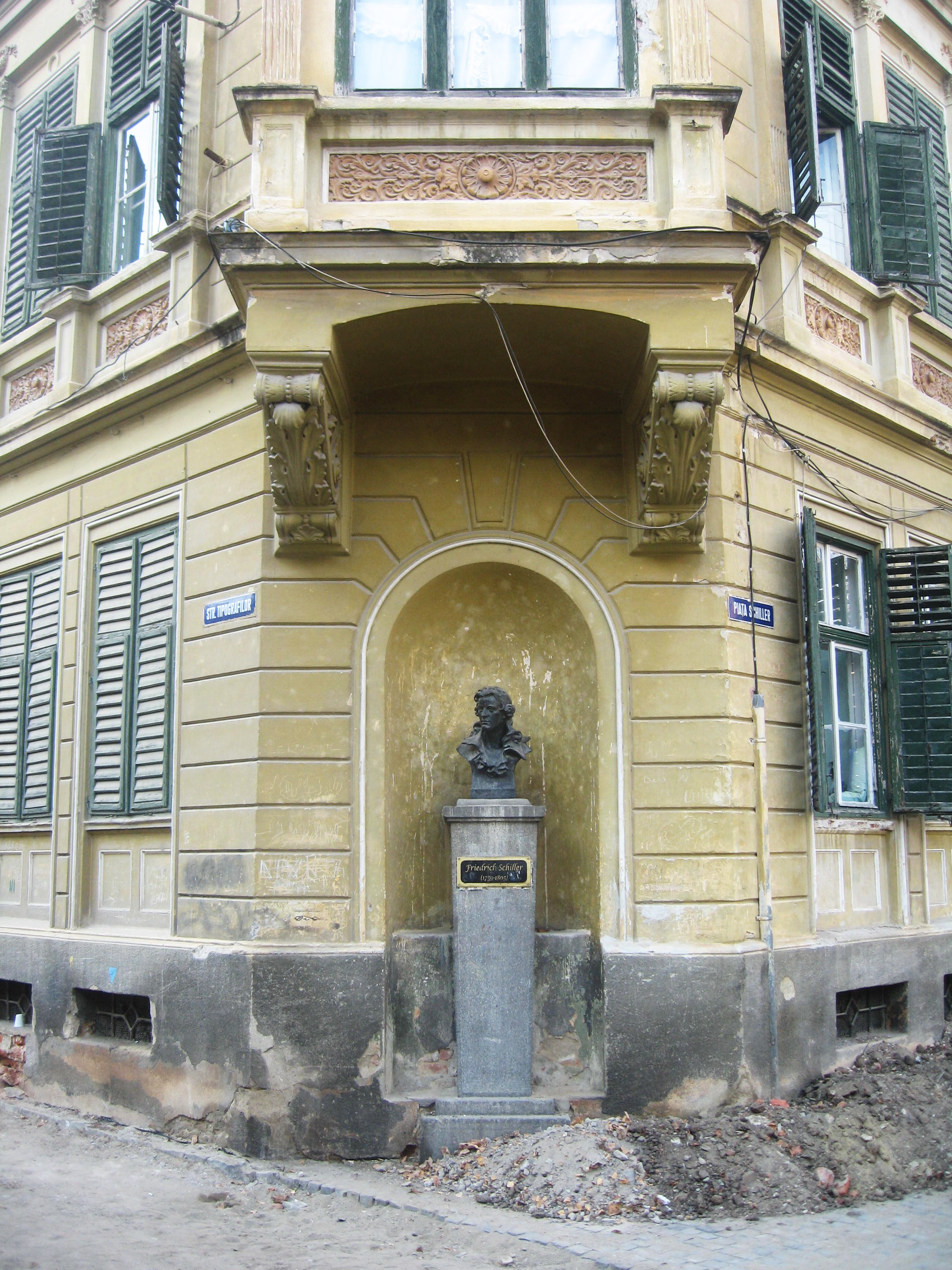
Nişa în care a fost amplasat bustul
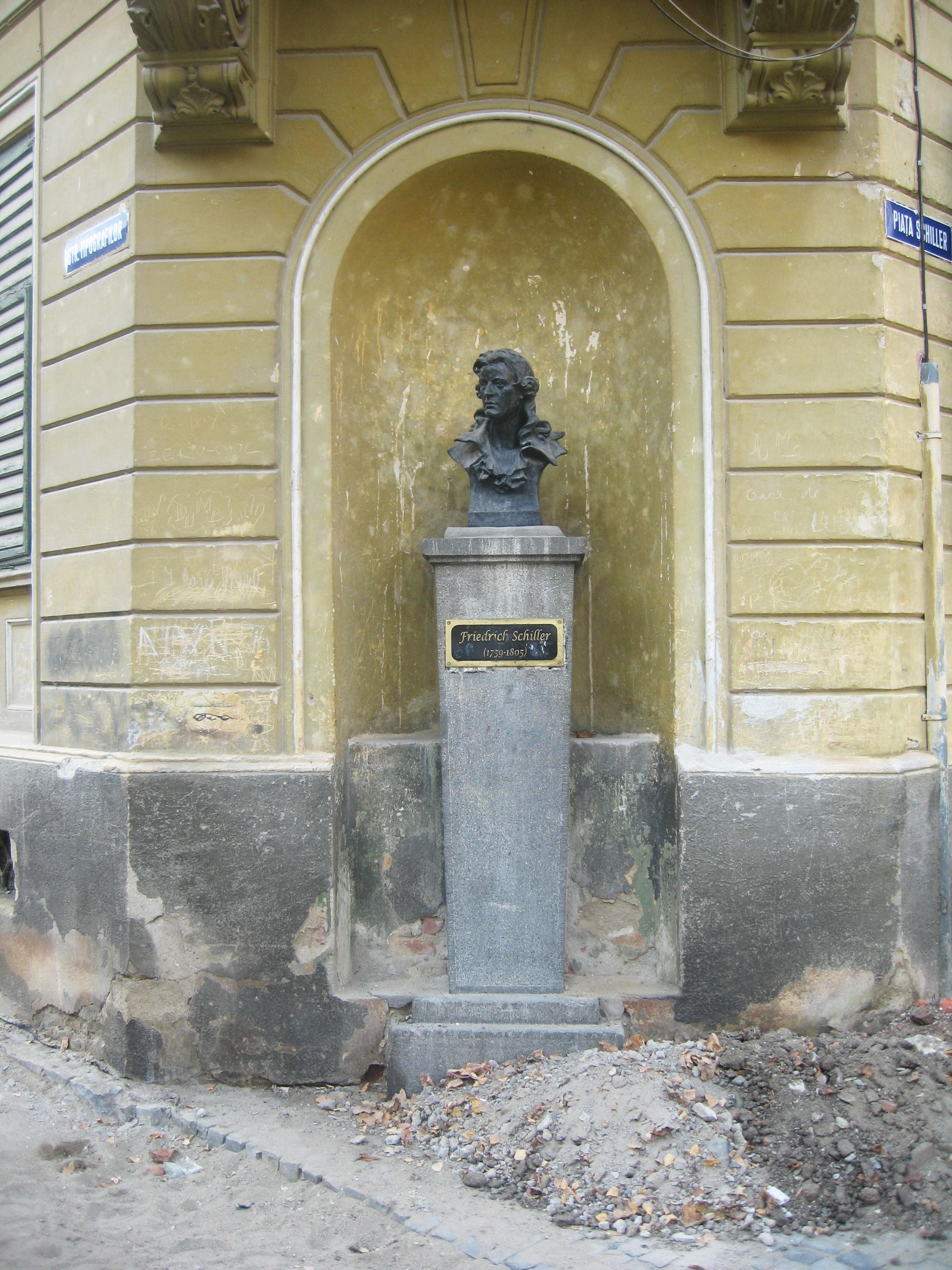
Nişa în care a fost amplasat bustul
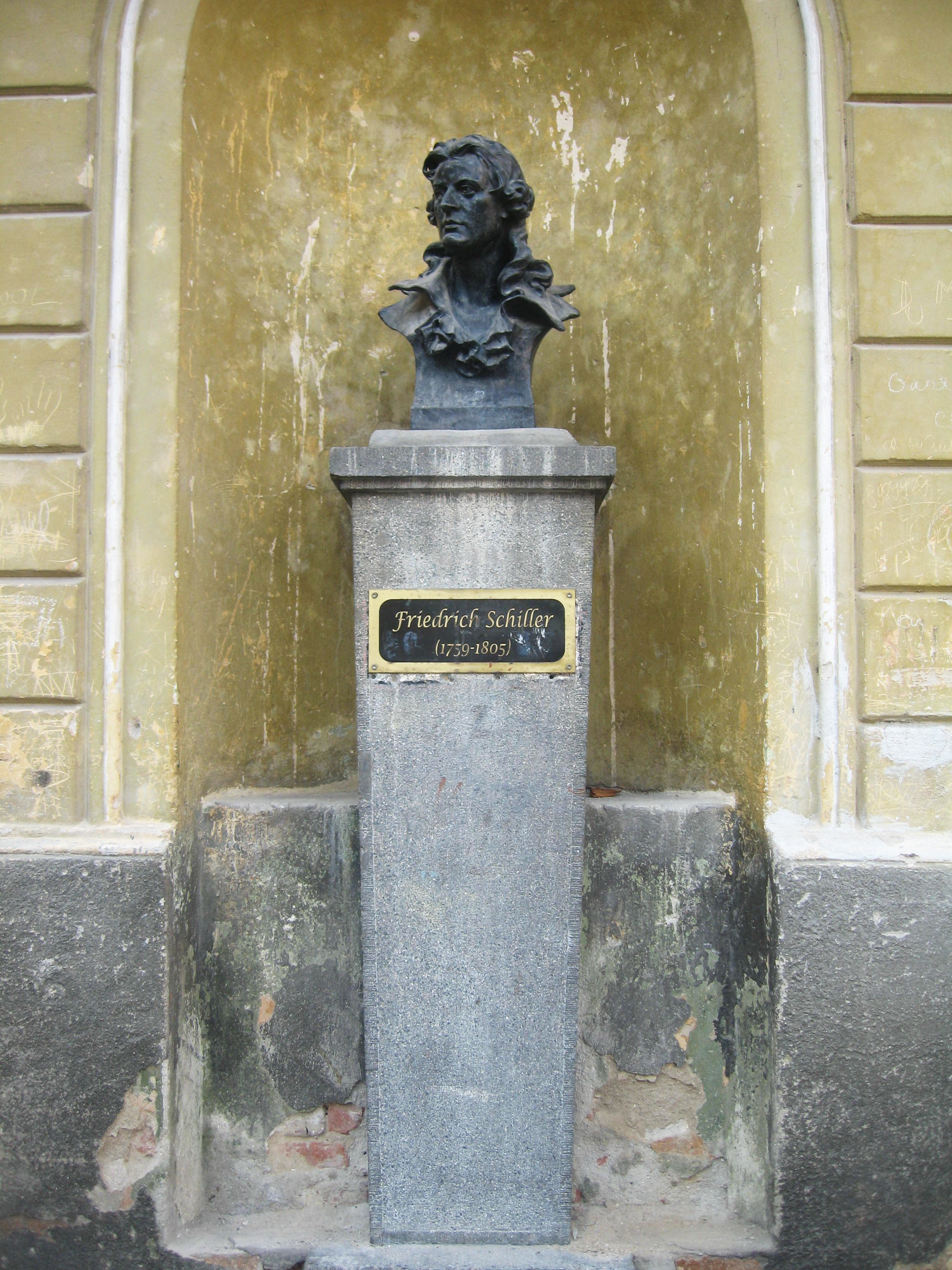
Bustul lui Friedrich Schiller din Sibiu